# تلمبة شهيد محلاتي (نغار بردسير)
تلمبة شهيد محلاتي (بالإنجليزية: Tolombeh-ye Shahid Mahlati)‏ هي مستوطنة تقع في إيران في كرمان.